# 萘普西諾
萘普西諾（英語：或nitronaproxen）是一种有机化合物，化学式为C18H21NO6，属于萘普生的衍生物，由法国制药公司NicOx作为非甾体抗炎药（NSAID）开发。